# São Pedro de Alcântara
São Pedro de Alcântara este un oraș în Santa Catarina (SC), Brazilia.